# Mauricio Hadad
Mauricio Hadad (Cali, 7 dicembre 1971) è un ex tennista colombiano.

## Carriera
In carriera ha vinto un titolo del circuito maggiore in singolare, il Bermuda Open nel 1995. Il miglior risultato nei tornei del Grande Slam è stato il terzo turno raggiunto in singolare agli US Open 1995 e agli Australian Open 1996.
In Coppa Davis ha disputato un totale di 46 partite, collezionando 35 vittorie e 11 sconfitte. Per la sua costanza nel rappresentare il proprio Paese nella competizione è stato insignito del Commitment Award.

## Statistiche

### Singolare

#### Vittorie (1)
| Numero | Anno           | Torneo              | Superficie  | Avversario in finale | Punteggio     |
| 1.     | 22 aprile 1995 | Bermuda Open, Paget | Terra rossa | Javier Frana         | 7-6, 3-6, 6-4 |

#### Finali perse (1)
| Numero | Anno              | Torneo                | Superficie  | Avversario in finale | Punteggio     |
| 1.     | 18 settembre 1994 | Colombia Open, Bogotà | Terra rossa | Nicolás Pereira      | 3-6, 6-3, 4-6 |

### Doppio

#### Finali perse (1)
| Numero | Anno          | Torneo                | Superficie  | Compagno      | Avversari in finale           | Punteggio     |
| 1.     | 12 marzo 2000 | Colombia Open, Bogotà | Terra rossa | Joan Balcells | Pablo Albano Lucas Arnold Ker | 6-7, 6-1, 2-6 |